# Condado de Norður-Ísafjarðarsýsla

Norður-Ísafjarðarsýsla está ubicado al noroeste de la península más boreal de Islandia.

Norður-Ísafjarðarsýsla forma parte de los veintitrés condados islandeses. Se encuentra al noroeste del país, localizado en su península más grande.

## Geografía
Este condado está ubicado en la península más nórdica del país. Su clima es frío como en casi toda Islandia. La Zona Horaria empleada es la Atlantic/Reykjavik, que es utilizada en el resto del país también.

## Localidades en Norður-Ísafjarðarsýsla
| Ciudad            | Elevación | Población    |
| ----------------- | --------- | ------------ |
| Arngerðeyri       | 334 pies  | 11 personas  |
| Bæir              | 708 pies  | 136 personas |
| Baenshús          | 173 pies  | 15 personas  |
| Berjadalsá        | 0 pies    | 93 personas  |
| Furufjörður       | 22 pies   | 165 personas |
| Hesteyri          | 3 pies    | 104 personas |
| Hlíðarhús         | 531 pies  | 169 personas |
| Höfðaströnd       | 0 pies    | 157 personas |
| Höfði             | 75 pies   | 140 personas |
| Horn              | 0 pies    | 121 personas |
| Hrafnsfjarðareyri | 787 pies  | 188 personas |
| Kjós              | 183 pies  | 172 personas |
| Látrar            | 22 pies   | 149 personas |
| Melgraseyri       | 173 pies  | 15 personas  |
| Reykjafjörður     | 0 pies    | 71 personas  |
| Sæból             | 1276 pies | 61 personas  |
| Skarð             | 721 pies  | 131 personas |
| Snæfjöll          | 0 pies    | 144 personas |
| Staður            | 385 pies  | 89 personas  |
| Staður            | 492 pies  | 180 personas |
| Þaralátursfjörður | 216 pies  | 136 personas |
| Tirðilmýri        | 324 pies  | 116 personas |
| Unaðsdalur        | 324 pies  | 116 personas |

## Demografía
Norður-Ísafjarðarsýsla tiene una población de 2.679 personas, éstas se hallan distribuidas en 1.958 kilómetros cuadrados de territorio. La densidad poblacional es de 1,36 habitantes por kilómetro cuadrado.